# Роза (Италия)
Роза (итал. Rosà) — коммуна в Италии, располагается в провинции Виченца области Венеция.
Население составляет 13866 человек (2008 г.), плотность населения составляет 578 чел./км². Занимает площадь 24 км². Почтовый индекс — 36027. Телефонный код — 0424.
Покровителем коммуны почитается святой Антоний Великий, празднование 17 января.

## Демография
Динамика населения:

## Города-побратимы
- Шальштадт, Германия (1991)
- Ла-Кро, Франция (2006)

## Администрация коммуны
- Официальный сайт: http://www.comune.rosa.vi.it/